# 범부전나비
범부전나비(Rapala caerulea)는 부전나비과 범부전나비속의 나비이다. 날개 뒷면의 줄무늬가 밤색 바탕과 어우러져 마치 얼룩얼룩한 호랑이의 가죽 무늬를 떠오르게 해서 붙여진 이름이다.